# رجوغان (أمجز)
رجوغان (بالفارسية: رجوگان) هي منطقة سكنية تقع في إيران في قسم أمجز الريفي. يقدر عدد سكانها بـ 11 نسمة بحسب إحصاء 2016.